# Leyze
La Leyze est une  rivière du sud-ouest de la France affluent de la Lède, sous-affluent de la Garonne par le Lot.

## Géographie
De 12,9 km de longueur, la Leyze prend sa source dans le département de Lot-et-Garonne commune de Condezaygues et se jette dans la Lède sur la commune de Monflanquin.

## Départements et communes traversées
- Lot-et-Garonne : Monflanquin, Savignac-sur-Leyze, Lacaussade, Saint-Aubin, Monségur, Condezaygues, Salles, Montagnac-sur-Lède.

## Principaux affluents
- Ruisseau de Bègues  : 1,9 km
- Le Brugassou : 1,4 km
- Ruisseau de Labriane : 4,4 km
- Le Dounech : 9,2 km